# 土井産業
土井産業株式会社（どいさんぎょう、英: Doi industry Co.,Ltd.）とは、愛知県小牧市に本社を置く建設機械やコンプレッサーの修理・メンテナンス・販売を行う会社である。

## 沿革
- 1944年4月25日 - 土井航空機工業株式会社を設立。
- 1945年8月 - 社名を土井産業株式会社に変更。
- 1948年3月 - 自社製ミシンの製造開始。
- 1951年3月 - 軽自動二輪車（フライバード号）の製造開始。
- 1953年6月 - 建設機械・特殊車輌の整備､ 改造製造の研究部を設立。建設機械一般の整備に従事。
- 1959年9月 - 神戸製鋼所（コベルコ）の中部地区指定工場（建設機械部門・コンプレッサ部門）となる。
- 1962年2月 - 小牧工場（現在の小牧営業所）完成し操業開始
- 1965年1月 - 神戸製鋼所及び神鋼商事の販売代理店となる。
- 1972年2月 - 東海営業所開設
- 1974年12月 - 静岡営業所開設
- 1976年11月 - デンヨーの販売代理店、サービス工場となる。
- 1976年12月 - 豊橋営業所開設
- 1983年10月 - 神戸製鋼所建設機械の中部地区総代理店となる。
- 1984年4月 - ヤンマーディーゼルの販売代理店、サービス工場となる。
- 1986年6月 - 神鋼コベルコ建機の販売指定代理店、サービス指定工場となる。
- 1997年7月 - コベルコ・コンプレッサの販売代理店サービス指定工場 となる。
- 1997年12月 - 本社新社屋完成
- 1999年10月 - コベルコ建機の販売指定代理店、サービス指定工場となる。
- 2004年4月 - コベルコクレーンの販売指定代理店、サービス指定工場となる。
- 2007年3月 - コベルコクレーン、コベルコ・コンプレッサと資本提携